# Поясна сумка

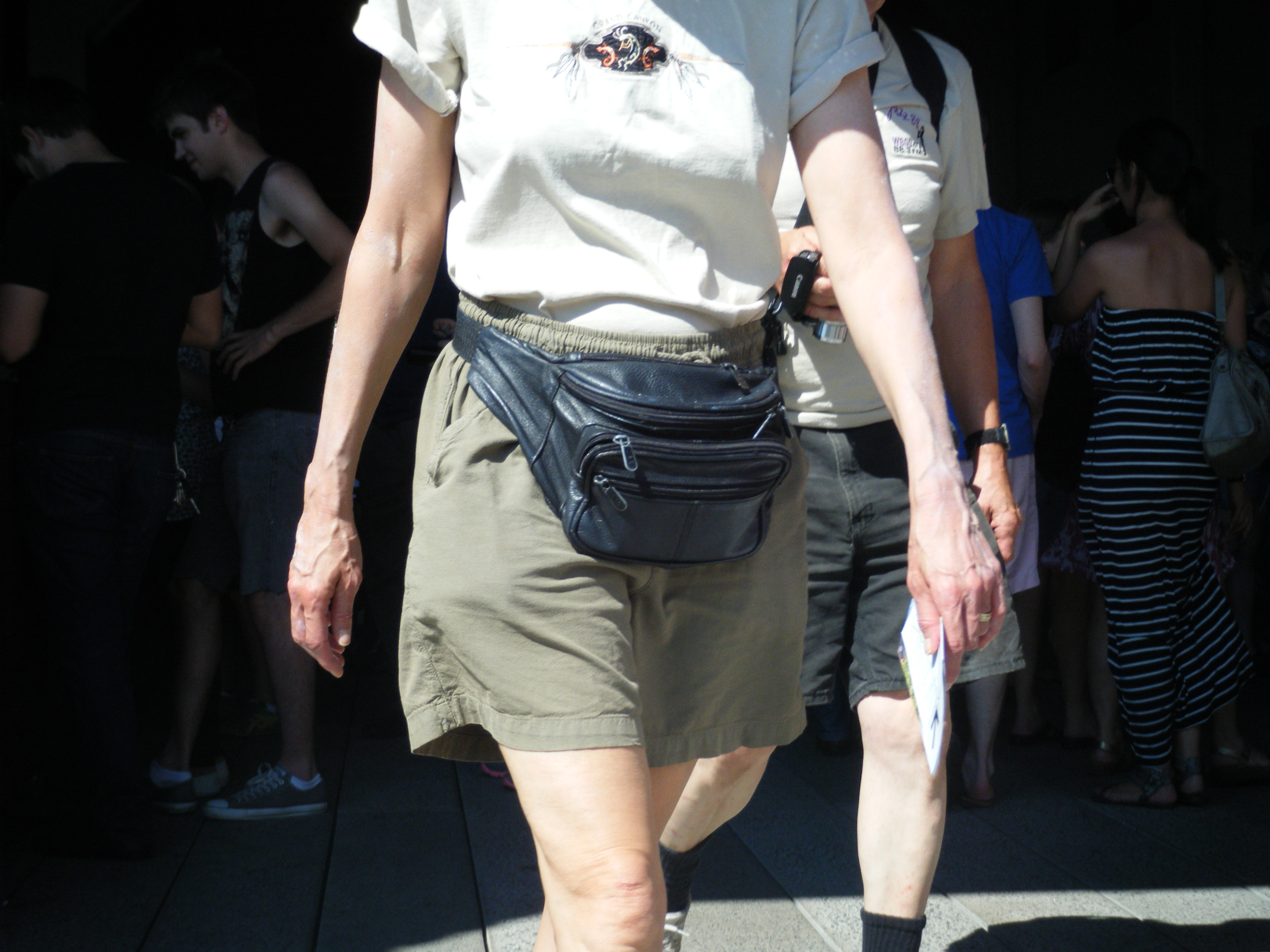
Звичайне носіння поясної сумки

Поясна сумка — невелика сумочка, як правило, на «блискавці», яку носять на поясі. Закріплюють такі сумки за допомогою лямок: найчастіше внизу живота попереду, рідше на сідницях чи на боці. Існують також варіанти поясних сумок для прихованого носіння.
Сумка має видовжену, злегка вигнуту форму (до речі, звідси і її французька назва sac banane — «сумка-банан»).
Різновидом поясної сумки є «сумочка-буффало» (buffalo pouch) — її конструкція дозволяє носити її не тільки на поясі, але і на шиї і навіть на зап'ястку.